# Parc naturel régional Médoc
Le parc naturel régional Médoc est un parc naturel régional situé dans le département de la Gironde, en région Nouvelle-Aquitaine, classé par décret du 24 mai 2019. Il devient le 54e parc naturel régional de France et s'étend sur une partie de la région naturelle du Médoc.

## Géographie

Logo du parc.

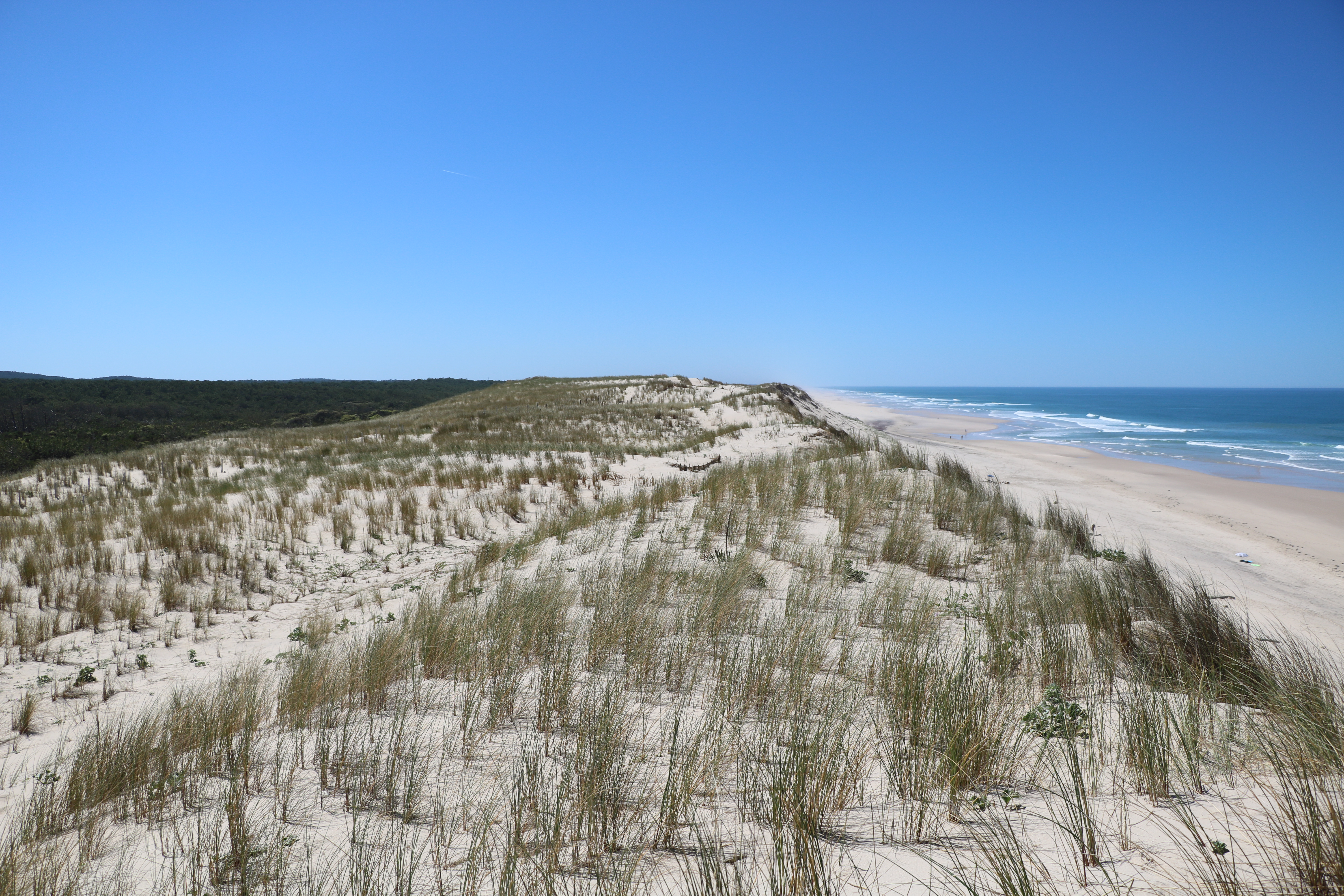
Forêt des Landes et cordon dunaire sur le littoral atlantique à Hourtin.

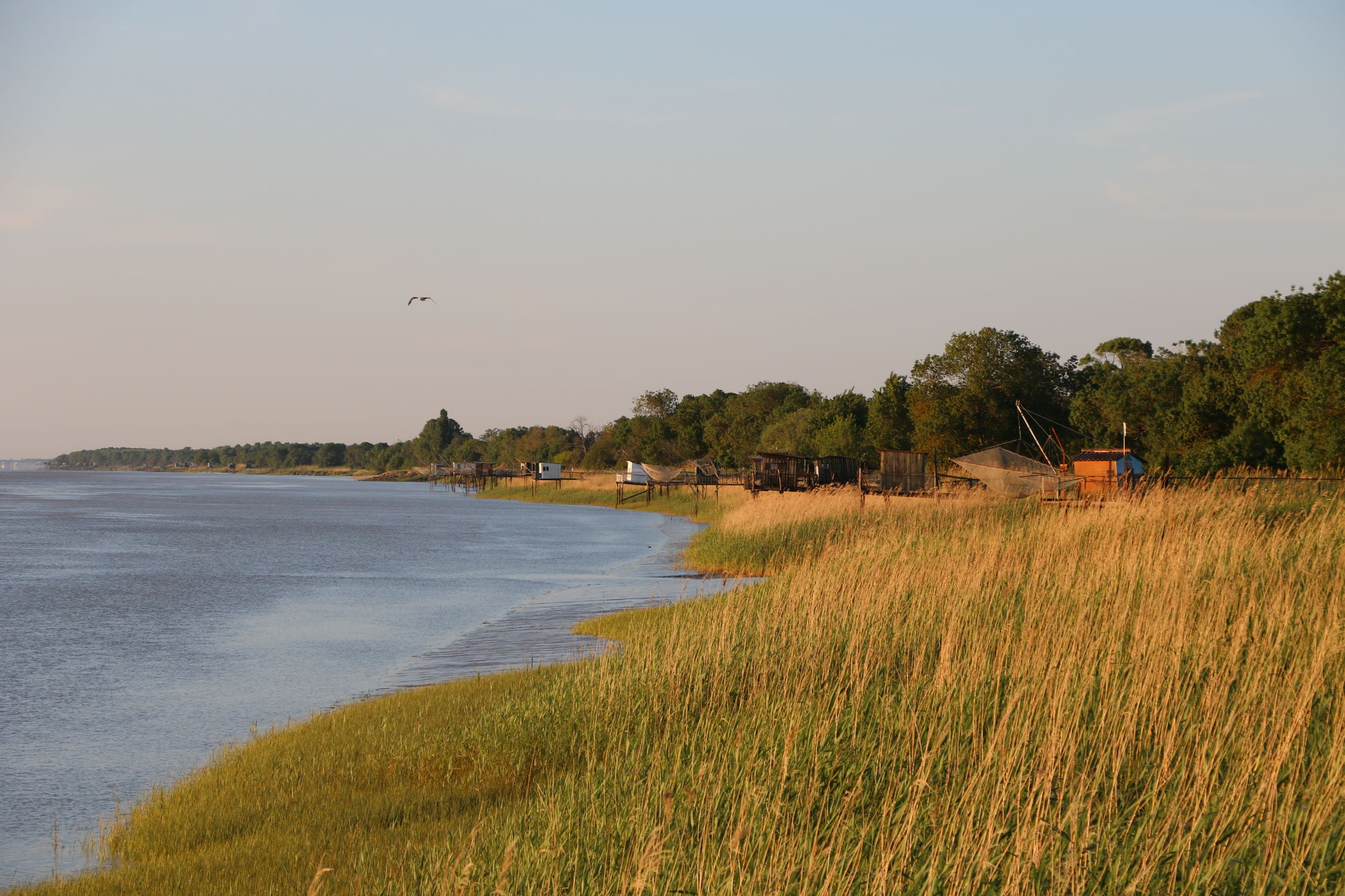
Roselière sur l'estuaire de la Gironde à Pauillac.

Le Médoc est bordé à l'est par l'estuaire de la Gironde et à l'ouest par l'océan Atlantique. Il s'étend des portes de la métropole bordelaise à la pointe de Grave. La façade estuarienne est composée de zones viticoles et agricoles. Les Landes du Médoc sont composées d'un important massif forestier, le premier au niveau européen, la forêt des Landes. La bande littorale à l’ouest possède, à l'arrière de la dune, un système de zones humides et de grands lacs.
La superficie du parc est de 2 340 km2 et sa population de plus de 116 000 habitants.

## Historique
Par délibération du 25 octobre 2010 le conseil régional d'Aquitaine a engagé, la procédure de création d’un Parc naturel régional (PNR) Médoc.
L’avis d’opportunité rendu par l’État, après consultation du conseil national de protection de la nature (CNPN) et de la fédération des parcs naturels régionaux, le périmètre d’étude retenu englobe le territoire de quatre communautés de communes : Médoc Cœur de Presqu'île, Médoc Atlantique (à l'exception de la commune de Vensac), Médoc Estuaire, Médullienne. 
Le parc est créé par un décret publié au journal officiel du 26 mai 2019.

## Composition
Au sein du parc, ce sont 51 communes classées et 4 Communautés de communes (Médoc Cœur de Presqu'île, Médoc Atlantique, Médoc Estuaire, Médullienne), qui se sont engagées dans un vaste projet territorial visant à préserver et valoriser les richesses patrimoniales du Médoc. À leurs côtés, la Région Nouvelle-Aquitaine, le Département de la Gironde et l’État appuient les actions du parc au bénéfice du territoire. La Métropole Bordelaise et ses villes portes (Blanquefort, Eysines, Saint-Aubin-de-Médoc, Le Taillan-Médoc et Parempuyre) sont associées au parc et développent des partenariats avec celui-ci.

Les 51 communes du parc naturel régional Médoc : 
- Arcins
- Arsac
- Avensan
- Bégadan
- Blaignan-Prignac
- Brach
- Carcans
- Castelnau-de-Médoc
- Cissac-Médoc
- Civrac-en-Médoc
- Couquèques
- Cussac-Fort-Médoc
- Gaillan-en-Médoc
- Grayan-et-l'Hôpital
- Hourtin
- Jau-Dignac-et-Loirac
- Labarde
- Lacanau
- Lamarque
- Le Pian-Médoc
- Le Porge
- Le Temple
- Le Verdon-sur-Mer
- Lesparre-Médoc
- Listrac-Médoc
- Ludon-Médoc
- Macau
- Margaux-Cantenac
- Moulis-en-Médoc
- Naujac-sur-Mer
- Ordonnac
- Pauillac
- Queyrac
- Saint-Christoly-Médoc
- Sainte-Hélène
- Saint-Estèphe
- Saint-Germain-d'Esteuil
- Saint-Julien-Beychevelle
- Saint-Laurent-Médoc
- Saint-Sauveur
- Saint-Seurin-de-Cadourne
- Saint-Vivien-de-Médoc
- Saint-Yzans-de-Médoc
- Salaunes
- Saumos
- Soulac-sur-Mer
- Soussans
- Talais
- Valeyrac
- Vendays-Montalivet
- Vertheuil

Le parc est piloté par les élus du territoire au sein d’un syndicat mixte administré par un comité syndical dont la présidence est assurée par Henri Sabarot.
Le territoire actuel du Parc recouvre la réserve naturelle des dunes et marais d'Hourtin et la réserve naturelle de l'étang du Cousseau.
Certaines communes du parc naturel régional Médoc sont également engagées dans la gestion du Parc naturel marin de l'estuaire de la Gironde et de la mer des Pertuis, qui enclave des îles et bancs situés dans leur territoire, sur la rive ouest de l'estuaire.